# Sicílie
Sicílie (italsky Sicilia) je autonomní region Itálie na stejnojmenném největším ostrově ve Středozemním moři Sicílii a okolních malých ostrovech. Před sjednocením Itálie v 19. století byla oblast součástí Království obojí Sicílie. Má rozlohu 25 703 km², 5 miliónů obyvatel a dělí se na 9 provincií. Hlavním městem je Palermo. Kromě italštiny se v oblasti mluví i sicilštinou.

## Dějiny
Autonomní region byl ustaven 15. května 1946 po přeměně Itálie z království na republiku. Její status byl revidován 26. února 1948, kdy se stala jednou ze čtyř italských autonomních regionů. Obě italské správní reformy z let 1950 a 1984 přinesly pomoc sicilské ekonomice především díky důležitým investicím do infrastruktury, jež podpořily výstavbu dálnic a letišť.
V roce 2025 italská vláda schválila zahájení výstavby visutého mostu, který by Sicílii přes Messinskou úžinu spojil se zbytkem země.

## Geografie

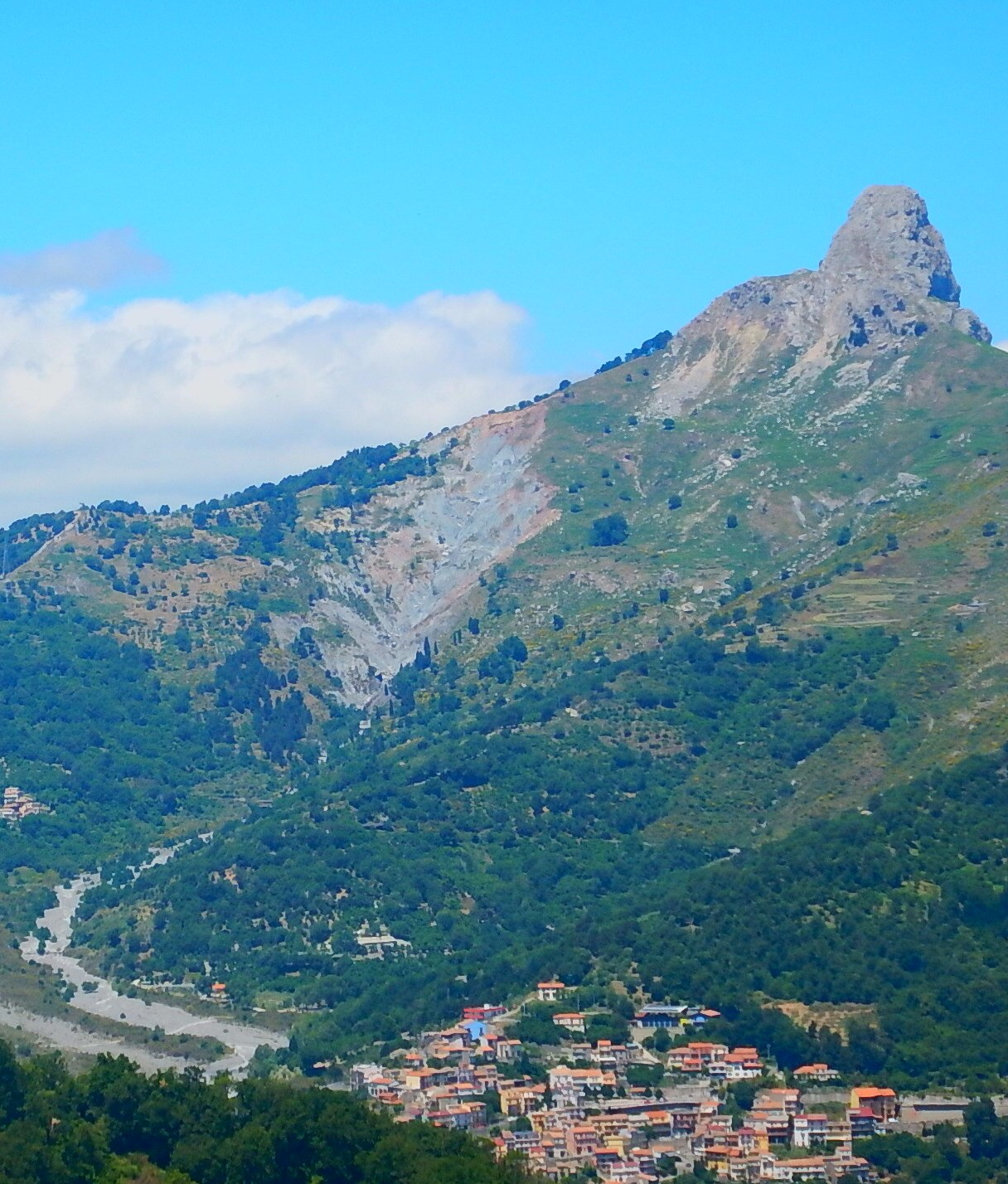
hory Rocca Salvatesta nad Fondachelli Fantina, Peloritani

Autonomní region zahrnuje hlavní ostrov Sicílie, který tvoří 98,9 % jeho rozlohy, a okolní ostrovy. Oblast je jednou ze seizmicky nejaktivnějších v Evropě. Nejvyšší horou je Etna na hlavním ostrově (3 403 metrů), která je zároveň nejvyšší činnou sopkou evropského kontinentu. Sopečného původu jsou i Liparské ostrovy v Tyrhénském moři, které patří k metropolitnímu městu Messina. Z těchto sedmi ostrovů jsou dosud aktivními sopkami Stromboli a Vulcano.

### Přehled ostrovů

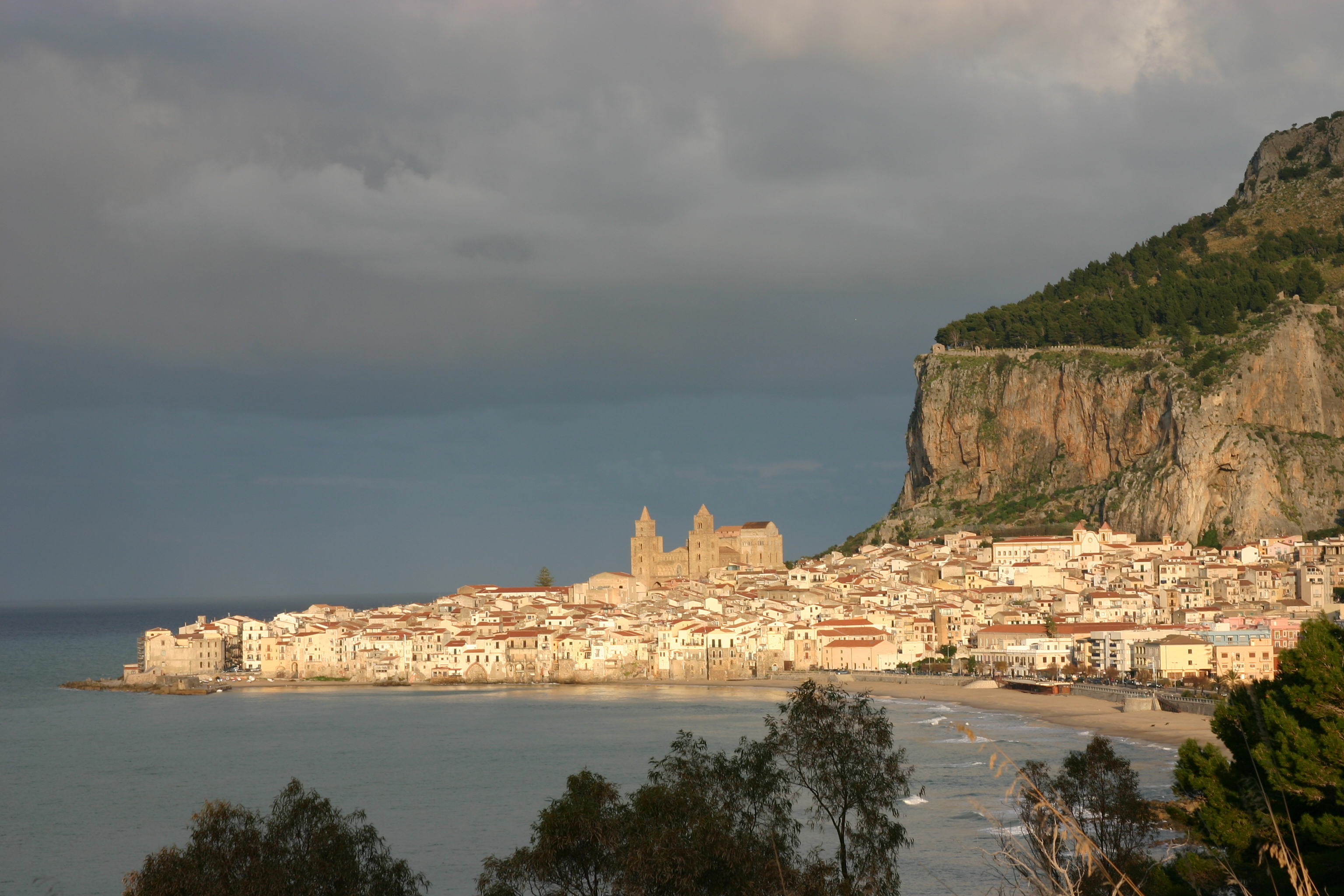
Cefalù

K autonomnímu regionu náleží kromě hlavního ostrova také na severu Liparské ostrovy a ostrov Ustica, na západě Egadské a Stagnonské ostrovy, na jihu ostrov Pantelleria a Pelagické ostrovy. Přehled ostrovů autonomního regionu Sicílie větších než 2 km² zahrnuje tabulka:
|    | Ostrov      | Italsky              | Rozloha (km²) | Pobřeží (km) | Maximální nadmořská výška (m) | Nejvyšší vrchol         | Počet obyvatel | Hustota zalidnění | Největší sídlo      | Metropolitní město / svazek obcí | Obec               | Poloha souostroví |
| -- | ----------- | -------------------- | ------------- | ------------ | ----------------------------- | ----------------------- | -------------- | ----------------- | ------------------- | -------------------------------- | ------------------ | ----------------- |
| 1  | Sicílie     | Isola di Sicilia     | 25 426,2      | 1 152,0      | 3 403                         | Etna                    | 5 015 569      | 197,26            | Palermo             | 9 celků provincií                | 582 obcí           | hlavní ostrov     |
| 2  | Pantelleria | Isola di Pantelleria | 83,0          | 51,5         | 836                           | Montagna Grande         | 7 649          | 92,16             | Pantelleria         | Trapani                          | Pantelleria        | samostatný ostrov |
| 3  | Lipari      | Isola di Lipari      | 37,3          | ?            | 602                           | Monte Chirica           | 10 554         | 282,95            | Lipari              | Messina                          | Lipari             | Liparské ostrovy  |
| 4  | Salina      | Isola di Salina      | 26,1          | ?            | 962                           | Monte Fossa delle Felci | 2 588          | 99,16             | Santa Marina Salina | Messina                          | 3 obce             | Liparské ostrovy  |
| 5  | Vulcano     | Isola di Vulcano     | 20,9          | ?            | 499                           | Monte Aria              | 715            | 34,21             | Vulcano Porto       | Messina                          | Lipari             | Liparské ostrovy  |
| 6  | Lampedusa   | Isola di Lampedusa   | 20,2          | ?            | 113                           | Albero Sole             | 5 282          | 261,48            | Lampedusa           | Agrigento                        | Lampedusa a Linosa | Pelagické ostrovy |
| 7  | Favignana   | Isola di Favignana   | 19,8          | ?            | 314                           | Monte Santa Caterina    | 3 115          | 157,32            | Favignana           | Trapani                          | Favignana          | Egadské ostrovy   |
| 8  | Marettimo   | Isola di Marettimo   | 12,3          | ?            | 686                           | Monte Falcone           | 595            | 48,37             | Marettimo           | Trapani                          | Favignana          | Egadské ostrovy   |
| 9  | Stromboli   | Isola di Stromboli   | 12,2          | ?            | 924                           | Vancori                 | 572            | 46,89             | Stromboli           | Messina                          | Lipari             | Liparské ostrovy  |
| 10 | Filicudi    | Isola Filicudi       | 9,5           | ?            | 774                           | Fossa Felci             | 235            | 24,74             | Filicudi Porto      | Messina                          | Lipari             | Liparské ostrovy  |
| 11 | Ustica      | Isola di Ustica      | 8,2           | ?            | 244                           | Punta Maggiore          | 1 358          | 165,61            | Ustica              | Palermo                          | Ustica             | samostatný ostrov |
| 12 | Levanzo     | Isola di Levanzo     | 5,6           | ?            | 278                           | Pizzo Monaco            | 208            | 37,14             | Levanzo             | Trapani                          | Favignana          | Egadské ostrovy   |
| 13 | Linosa      | Isola di Linosa      | 5,4           | ?            | 195                           | Monte Vulcano           | 433            | 80,18             | Lampedusa           | Agrigento                        | Lampedusa a Linosa | Pelagické ostrovy |
| 14 | Alicudi     | Isola Alicudi        | 5,2           | ?            | 675                           | Filo dell'Arpa          | 105            | 20,19             | Alicudi Porto       | Messina                          | Lipari             | Liparské ostrovy  |
| 15 | Panarea     | Isola di Panarea     | 3,4           | ?            | 421                           | Punta Cardosi           | 241            | 70,88             | San Pietro          | Messina                          | Lipari             | Liparské ostrovy  |

## Politika
V čele regionu stojí guvernér (Presidente), jenž je volen v přímé volbě na pětileté funkční období. Guvernér je zároveň hlavou regionální vlády (Giunta), jež se v současnosti skládá ze třinácti ministrů (Assessori). Nyní je guvernérem Renato Schifani za stranu Forza Italia.
Legislativním sborem je Regionální shromáždění (Assemblea Regionale), které má 70 členů a je voleno poměrným systémem. Volby probíhají společně s volbou guvernéra jednou za pět let.
Sicílie představuje tradiční základnu středopravicové politiky. Po druhé světové válce byla silnou baštou Křesťanské demokracie (DC); její rivalové z Italské komunistické strany zde naopak dosahovali slabších výsledků. Na konci čtyřicátých let zde také dosahovalo zaznamenatelné podpory separatistické Hnutí za nezávislost Sicílie; tyto snahy ale postupně zapadly. Po zániku Křesťanské demokracie roku 1994 Sicílii vládne hlavně Středopravicová koalice, mezi jejíž zavedené hráče zde patří Forza Italia Silvia Berlusconiho a křesťanskodemokratická Unie středu (nástupnická strana DC).

### Výsledky posledních voleb do regionálního shromáždění (září 2022)
|                      |                      |                                    |                           |           |       |         |
| Koalice              | Koalice              | Strana                             | Strana                    | Hlasy     | Hlasy | Mandáty |
| Koalice              | Koalice              | Strana                             | Strana                    | Abs.      | %     | Mandáty |
|                      | CDX                  |                                    | Bratři Itálie (včetně DB) | 282 345   | 15.1  | 13      |
|                      | CDX                  | Forza Italia                       | 275 736                   | 14.8      | 13    |         |
|                      | CDX                  | Itálie na prvním místě – Liga      | 127 454                   | 6.8       | 5     |         |
|                      | CDX                  | Lidovci a autonomisté              | 127 096                   | 6.8       | 4     |         |
|                      | CDX                  | Křesťanská demokracie (včetně UDC) | 121 691                   | 6.2       | 5     |         |
| Středopravice celkem | Středopravice celkem | 934 322                            | 50.0                      | 40        |       |         |
|                      | Střed                |                                    | Jih volá sever            | 254 453   | 13.6  | 8       |
|                      | Střed                | Ostatní strany                     | 81 937                    | 4.5       | 0     |         |
| Střed celkem         | Střed celkem         | 336 390                            | 18.1                      | 8         |       |         |
|                      | CSX                  |                                    | Demokratická strana       | 238 761   | 12.8  | 11      |
|                      | CSX                  | Sto kroků pro Sicílii              | 55 599                    | 3.0       | 0     |         |
| Středolevice celkem  | Středolevice celkem  | 294 360                            | 15.7                      | 11        |       |         |
|                      | Hnutí pěti hvězd     | Hnutí pěti hvězd                   | Hnutí pěti hvězd          | 254 974   | 13.6  | 11      |
|                      | Akce – Italia Viva   | Akce – Italia Viva                 | Akce – Italia Viva        | 39 788    | 2.1   | 0       |
|                      | Svobodní Sicilané    | Svobodní Sicilané                  | Svobodní Sicilané         | 7 654     | 0.4   | 0       |
| Celkem               | Celkem               | Celkem                             | Celkem                    | 1 869 863 | 100   | 70      |

## Administrativní dělení
Až do roku 2015 se region skládal z 9 provincií. Dne 31. 7. 2015 na zasedání zastupitelstva autonomního regionu Sicílie byla schválena reforma správního uspořádání tohoto regionu, nově určující postavení center jednotlivých celků, včetně tří tzv. metropolitních měst – Palerma, Catanie a Messiny. Zbývající provincie byly transformovány do tzv. volných sdružení obcí.

## Hospodářství a průmysl
V zemědělství pracuje 12 % obyvatel. Mezi nejrozšířenější plodiny pěstované na sicilském území patří oliva, mandle, vinná réva, citrusy a pistácie. Můžeme zde nalézt i aleje korkových dubů. Plemenářství a chov zvířat nehraje v sicilském hospodářství velkou úlohu. Zmínit lze snad odchov ryb v sádkách a řídce se vyskytující chov koz (převážně v hornatých oblastech).
V sektoru obchodu a služeb je na Sicílii zaměstnáno 68 % obyvatel.
Průmysl zaměstnává na Sicílii 20 % obyvatelstva. Ostrov lze rozdělit na industriálně rozvinutější části, například Messina, Syrakusy, Caltanissetta a Catania a na oblasti s tradičním a méně technicky rozvinutým průmyslem. V rozvinutých oblastech najdeme převážně průmysl petrochemický, strojírenský a elektrotechnický. V ostatních oblastech jde o technologicky méně náročnou výrobu olivového oleje, těstovin nebo vína. V menší míře můžeme registrovat také těžbu nerostných surovin, jako je kamenná sůl nebo methan.

## Sicilská kuchyně
Největší ostrov ve Středozemí byl během podmaňovaní ve starověku a středověku ovlivněn velkým množství kultur, mj. řeckou, římskou, aragonskou, normanskou, arabskou ad. a to se podepsalo i na gastronomii. Sicilská kuchyně je však ovlivněna i francouzskou a africkou kuchyní. Víno Malvázie z Liparských ostrovů, vůně mandlovníků, pistáciových stromů, olivových hájů, citrusovníků, pínií se snůbí s kulinářskou jednoduchostí. Každý kousek sicilského jídla je zážitkem. Pestrá jídla jsou dochucené vlastní solí z Marsaly a využitím bylinek, které tvoří základ sicilské kuchyně. K sicilské kuchyni neodmyslitelně patří i mořské ryby a vynikající sladké zákusky.
Mezi typické pokrmy patří arancini (smažené rýžové koule), Pasta con le sarde (těstoviny se šafránem, sardinkami, ančovičkami, fenyklem a piniovými oříšky), Pasta alla Norma (těstoviny v rajčatové omáčce s lilkem a ricottou), cannoli (smažená křupavá trubička plněná sladkou ricottou) nebo granita (ledová tříšť s ovocnou příchutí).

## Pamětihodnosti
- Palermo je město ležící na severozápadě ostrova, které založili Kartáginci. Architektonicky je velmi různorodé díky častým změnám na sicilském trůně. Za nejzajímavější památky můžeme jmenovat Normanský palác, Teatro Maximo nebo kostel San Cataldo.
- Taormina, někdy také nazývaná sicilské Monte Carlo, je jedním z nejoblíbenějších sicilských letovisek. Z Taorminy je jeden z nejkrásnějších výhledů na Etnu z celé Sicílie. K nejznámějším památkám patří řecký amfiteátr z 3. stol. př. n. l. či Palazzo Santo Stefano. Město Taormina bylo údajně založeno obyvateli řeckého ostrova Naxos.

- Selinunte, ležící na západě ostrova, je dnes opuštěné starořecké město. Nalezneme zde zbytky akropole a rozsáhlý chrámový komplex. Byl založen řeckými osadníky z města jménem Megara kolem roku 730 př. n. l.
- Agrigento leží nedaleko již zmiňovaného Selinunte. Původem řecké město bylo založeno koncem 6. století př. n. l. osadníky z řecké Gely. Nejznámější památkou je Chrám svornosti, který se nachází v takzvaném Údolí chrámů.
- Sicilská sopka Etna se vypíná do výše 3 403 m n. m. a je jednou z největších činných sopek na světě a tou nejvyšší evropskou. Od roku 2013 je oblast Etny zapsána na seznamu přírodních památek Světového dědictví UNESCO.
- Hora Eryx, dnes známá jako Monte St. Giuliano, se nachází na severozápadě ostrova a je 750 metrů vysoká. Je z ní nádherný výhled na blízké okolí. Na jejím vrcholu se nachází malebné městečko Erice.